# Roland (Radsportteam)
Roland war ein belgisches Radsportteam, das von 1978 bis 1988 bestand.

## Geschichte
Das Team wurde 1978 unter der Leitung von Florent Van Varenbergh gegründet. Gleich im ersten Jahr konnte das Team einen Etappensieg bei der Vuelta a España 1978 erzielen und einen zweiten Platz bei Nationale Sluitingprijs und einen dritten Platz bei Schaal Sels Merksem.
In den nächsten Jahren wurde einige Erfolge erzielt unter anderem die beiden Siege bei Bordeaux–Paris 1980 und 1981. 1982 konnte das Team drei Etappen so wie der zweite Platz in der Gesamtwertung bei der Vuelta a España 1982 erreichen. 1984 wurden wieder drei Etappen bei der Vuelta a España 1984 und die Meta Volantes-Wertung gewonnen. Bei der Flandern-Rundfahrt 1987 stürzte der in Führung liegende Jesper Skibby am Koppenberg und sein Fahrrad wurde vom Jury-Auto überrollt. Bei der einzigen Teilnahme an der Tour de France konnte das Team eine Etappe gewinnen. 1988 wurde mit Omloop Het Nieuwsblad, Tour des Alpes-Maritimes et du Var und einem Etappensieg bei der Tour de Suisse gute Ergebnisse erzielt, aber zum Ende der Saison löste sich das Team auf.

## Doping
Dietrich Thurau wurde nach der achten Etappe bei der Tour de France 1987 positiv auf verbotene Stimulanzien getestet und erhielt eine 10-minütige Zeitstrafe, wurde für einen Monat gesperrt und musste 5.000 Franken Geldbuße zahlen. Als das positive Ergebnis bekannt wurde, hatte Thurau die Tour de France jedoch bereits abgebrochen.

## Erfolge
1978
- eine Etappe Vuelta a España

1980
- Bordeaux–Paris
- eine Etappe Tour d’Indre-et-Loire
- zwei Etappen Tour de Suisse
- Cascade Cycling Classic
- Paris–Bourges
- GP Stad Zottegem
- Nationale Sluitingprijs

1981
- Bordeaux–Paris
- eine Etappe Deutschland-Rundfahrt
- eine Etappe Herald Sun Tour

1982
- Omloop van het Houtland
- Grand Prix Pino Cerami
- drei Etappen Vuelta a España
- Primus Classic
- Omloop van de Westhoek
- Circuit de Wallonie
- zwei Etappen Deutschland-Rundfahrt
- Grand Prix de Denain
- eine Etappe Katalonien-Rundfahrt

1983
- eine Etappe Niederlande-Rundfahrt
- Druivenkoers
- Circuit de Wallonie
- eine Etappe Valencia-Rundfahrt

1984
- Nationale Sluitingprijs
- Grote Prijs Jef Scherens
- zwei Etappen Katalonien-Rundfahrt
- GP Stad Zottegem
- De Kustpijl
- drei Etappen Vuelta a España
- eine Etappe Setmana Catalana
- Pfeil von BrabantDe Brabantse Pijl - La Flèche Brabançonne

1985
- eine Etappe Dänemark-Rundfahrt
- De Kustpijl
- eine Etappe Setmana Catalana
- Le Samyn

1986
- Circuit des Frontières
- Leeuwse Pijl
- eine Etappe Dänemark-Rundfahrt
- zwei Etappen Vuelta a los Valles Mineros
- Grote Prijs Stad Vilvoorde

1987
- Veenendaal-Veenendaal
- eine Etappe Dänemark-Rundfahrt
- eine Etappe Tour de France
- eine Etappe Tour de Suisse
- eine Etappe Tour de l’Oise
- zwei Etappen 4 Jours de Dunkerque

1988
- Tour des Alpes-Maritimes et du Var
- Omloop Het Nieuwsblad
- GP Paul Borremans
- eine Etappe Tour de Suisse
- zwei Etappen Dänemark-Rundfahrt

## Grand-Tour-Platzierungen
| Grand Tour            | 1978 | 1981 | 1982 | 1984 | 1985 | 1987 |
| --------------------- | ---- | ---- | ---- | ---- | ---- | ---- |
| Vuelta a EspañaVuelta | –    | –    | 2    | 13   | 74   |      |
| Giro d’ItaliaGiro     | –    | 46   | –    | –    | –    | 44   |
| Tour de FranceTour    | –    | –    | –    | –    | –    | 29   |

| Monument                 | 1980 | 1981 | 1982 | 1983 | 1984 | 1985 | 1986 | 1987 | 1988 |
| ------------------------ | ---- | ---- | ---- | ---- | ---- | ---- | ---- | ---- | ---- |
| Mailand–Sanremo          | –    | 13   | –    | 22   | –    | 10   | 63   | 18   | –    |
| Flandern-Rundfahrt       | 27   | 15   | 4    | 7    | 8    | 16   | 23   | 26   | –    |
| Paris–Roubaix            | 11   | 21   | 34   | 18   | 13   | 16   | 49   | 11   | –    |
| Lüttich–Bastogne–Lüttich | 7    | 24   | 21   | 31   | –    | 84   | 42   | 51   | –    |
| Lombardei-Rundfahrt      | –    | –    | –    | –    | –    | –    | –    | –    | –    |

## Bekannte ehemalige Fahrer
- Herman Van Springel (1980–1981)
- Eddy Vanhaerens (1979–1980)
- Ronny Van Holen (1979–1980)
- Patrick Cocquyt (1980)
- Jozef Lieckens (1981–1982)
- Michel Pollentier (1982–1984)
- Etienne De Wilde (1985)
- Brian Holm (1986–1988)
- Johan Capiot (1986–1987)
- Herman Frison (1983–1988)
- Dietrich Thurau (1987)
- Hennie Kuiper (1987)
- Jesper Skibby (1986–1988)
- Luc Roosen (1988)